# Гигабайт
Гигаба́йт (сокр. Гбайт, ГБ; международное сокр.: Gbyte, GB) — единица измерения количества информации; может обозначать 109 (1 000 000 000) или 230 (1 073 741 824) байт.

## В международной системе единиц
Международная система единиц отвечает за метрическую систему мер, к которой гигабайт не относится. Тем не менее в документе «Брошюра СИ» указано, что не рекомендуется использовать приставку «гига-» для обозначения двоичных величин (230), а в случае необходимости рекомендуется использовать наименование гибибайт.
Международная электротехническая комиссия (МЭК) определила понятие гигабайт в 1998 году, обозначив его как 109. При этом в случае необходимости обозначения 230 байт МЭК утвердила, что нужно использовать гибибайт за исключением случаев, когда двоичная размерность указана явно.

## История и другие стандарты
Исторически, а в ряде сфер и поныне (преимущественно для указания объёма памяти с двоичной адресацией, такой как оперативная память и флеш-память; в операционных системах семейства Windows; в стандарте JEDEC 100B.01 употребляется в значении 230 (1 073 741 824) байт. Такое же соглашение раньше действовало в российском «Положении о единицах величин» 2009 года.
С октября 2016 года в России действует национальный стандарт ГОСТ IEC 60027-2-2015 «Обозначения буквенные, применяемые в электротехнике. Часть 2. Электросвязь и электроника», идентичный международному стандарту IEС 60027-2:2005. Согласно ему, для 230 байт следует использовать наименование не «гигабайт», а «гибибайт» (ГиБ).

## Примеры использования
- Один час видео SDTV со скоростью 2,2 Мбит/с составляет примерно 1 ГБ.
- Семь минут видео в формате HDTV со скоростью 19,39 Мбит/с — примерно 1 ГБ.
- 114 минут несжатого аудио CD-качества со скоростью 1,4 Мбит/с — это примерно 1 ГБ.
- Однослойный диск DVD+R вмещает около 4,7 Гб.
- Двухслойный диск DVD+R вмещает около 8,5 Гб.
- Однослойный диск Blu-ray вмещает около 25 ГБ.
- Самый большой картридж для Nintendo Switch, доступный на рынке, вмещает около 32 ГБ.
- Двухслойный Blu-ray вмещает около 50 ГБ.
- Трехслойный диск Ultra HD Blu-ray вмещает около 100 ГБ.